# Sant Jeroni escrivint (Caravaggio, Valleta)
Sant Jeroni escrivint (en italià: San Girolamo scrivente) és un quadre de Caravaggio, pintat entre el 1607 i el 1608 i conservat en la cocatedral de Sant Joan de La Valleta a Malta.

## Anàlisi

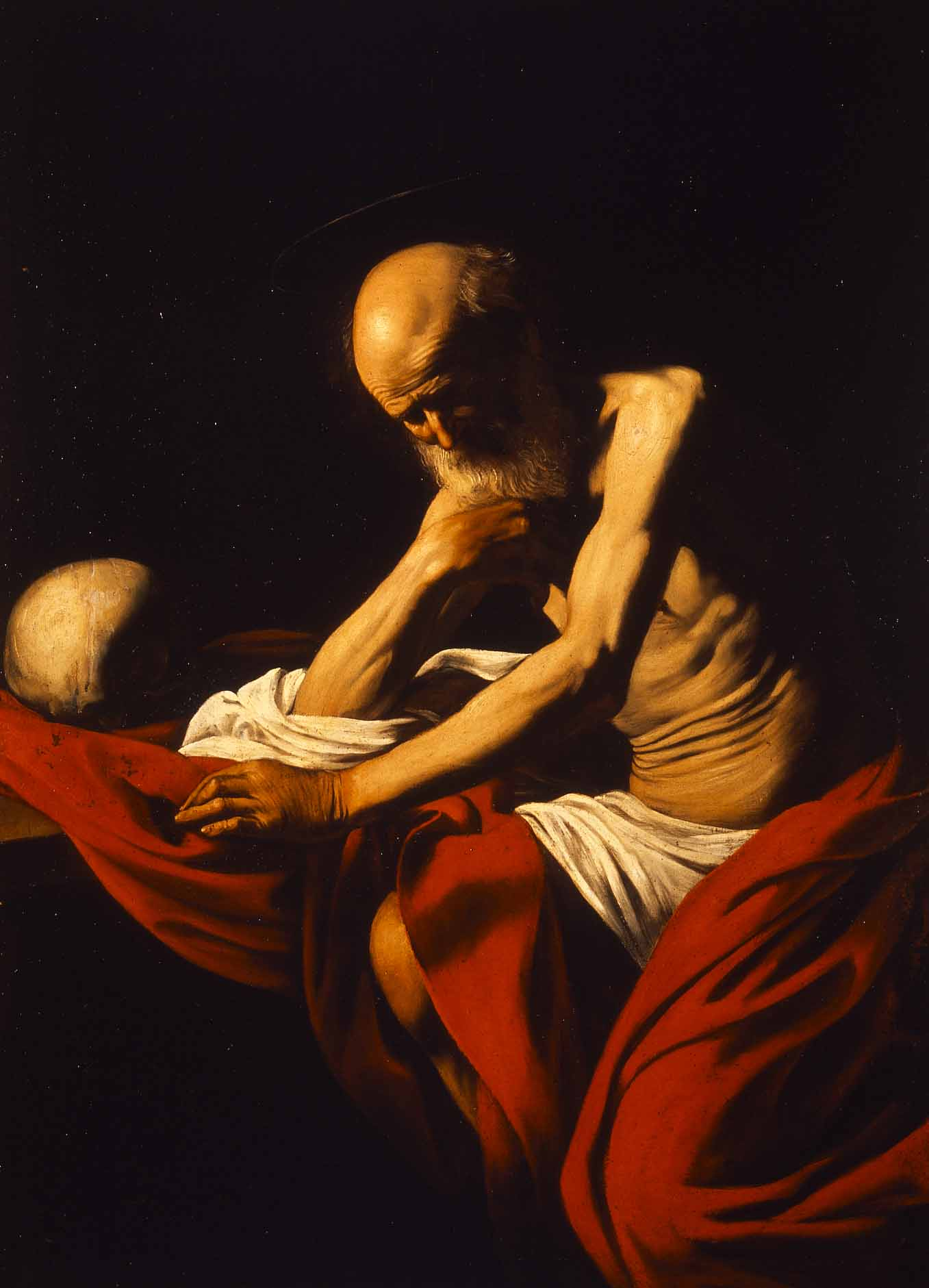
Sant Jeroni penitent (Caravaggio) al monestir de Montserrat de la mateixa època que el Sant Jeroni escrivint

La pintura pertany a l'etapa en què Caravaggio va treballar a Malta, a la que va arribar de Nàpols el 12 de juliol de 1607. Aquest sant era força representat entre els artistes de la Contrareforma. Entre altres extrems, perquè va propagar el culte a la Verge Maria, cosa que menyspreaven els protestants i que era un signe del catolicisme. Aquí no se'l representa amb el lleó, que és un dels seus atributs i provenia de fet d'una llegenda medieval, sinó a un entorn molt més auster, amb els seus llibres, estudiant, com a erudit. Cal recordar que sant Jeroni va traduir al llatí la Bíblia, versió coneguda com la Vulgata. Com és propi de la pintura religiosa caravagista, la representació del sant s'ha reduït a l'estil essencial: els llibres, i un crani com a memento mori, record de la fugacitat de la vida i de l'inexorable fi de tot el terrenal, també hi ha la inclusió de l'escut de Malta en el costat inferior esquerre.

## Descripció
El pintor representa a sant Jeroni com un home profundament concentrat en els seus escrits, que s'ha desfet de les seves vestidures de cardenal i prefereix elements típics de l'ermità. Tots els trets del rostre molt realistes, permeten desxifrar que Caravaggio identifica el sant amb el seu amic i protector Alof de Wignacourt, gran mestre de l'Orde de Malta.

## Europeana 280
Per l'abril de 2016, la pintura Sant Jeroni escrivint va ser seleccionada com una de les obres artístiques més importants pel projecte Europeana.